# Sulejman Vokshi
Sulejman Vokshi właśc. Sulejman Lokaj (ur. 20 lutego 1815 w Gjakove, zm. 1890 tamże) – albański działacz narodowy i organizator ruchu powstańczego w Kosowie.

## Życiorys
Był synem Alego. Brał udział w powstaniu antyosmańskim w 1844. Po utworzeniu Ligi Prizreńskiej pełnił funkcję komendanta oddziałów wojskowych wiernych Lidze, a także przewodniczącym komisji skarbowej Ligi. W latach 1879–1880 podległe mu oddziały walczyły przeciwko Czarnogórcom. W styczniu 1881 dowodził oddziałami, które opanowały Üsküb, przejmując je z rąk osmańskich, a następnie w marcu 1881 przejął kontrolę nad Prisztiną. W czasie walk z ekspedycją karną Dervisha Paszy, Vokshi nakazał podzielić siły zbrojne Ligi na niewielkie kilkudziesięcioosobowe oddziały, których mobilność miała zrównoważyć przewagę uzbrojenia strony tureckiej. Po upadku Ligi w rejonie Gjakovy przygotowywał siły do kolejnego powstania. Schwytany w 1885 przez Turków. Sąd wojskowy w Prizrenie skazał Voksiego na karę śmierci, którą następnie zamieniono na karę więzienia. Zwolniony, powrócił do rodzinnej miejscowości, gdzie zmarł w 1890.

## Pamięć
W 1978 Sulejman Vokshi został uhonorowany tytułem Bohatera Ludu (Hero i Popullit) przez władze komunistycznej Albanii. Imię Vokshiego noszą ulice w Tiranie, Prisztinie, Prizrenie, Bajram Curri i w Kamzie.

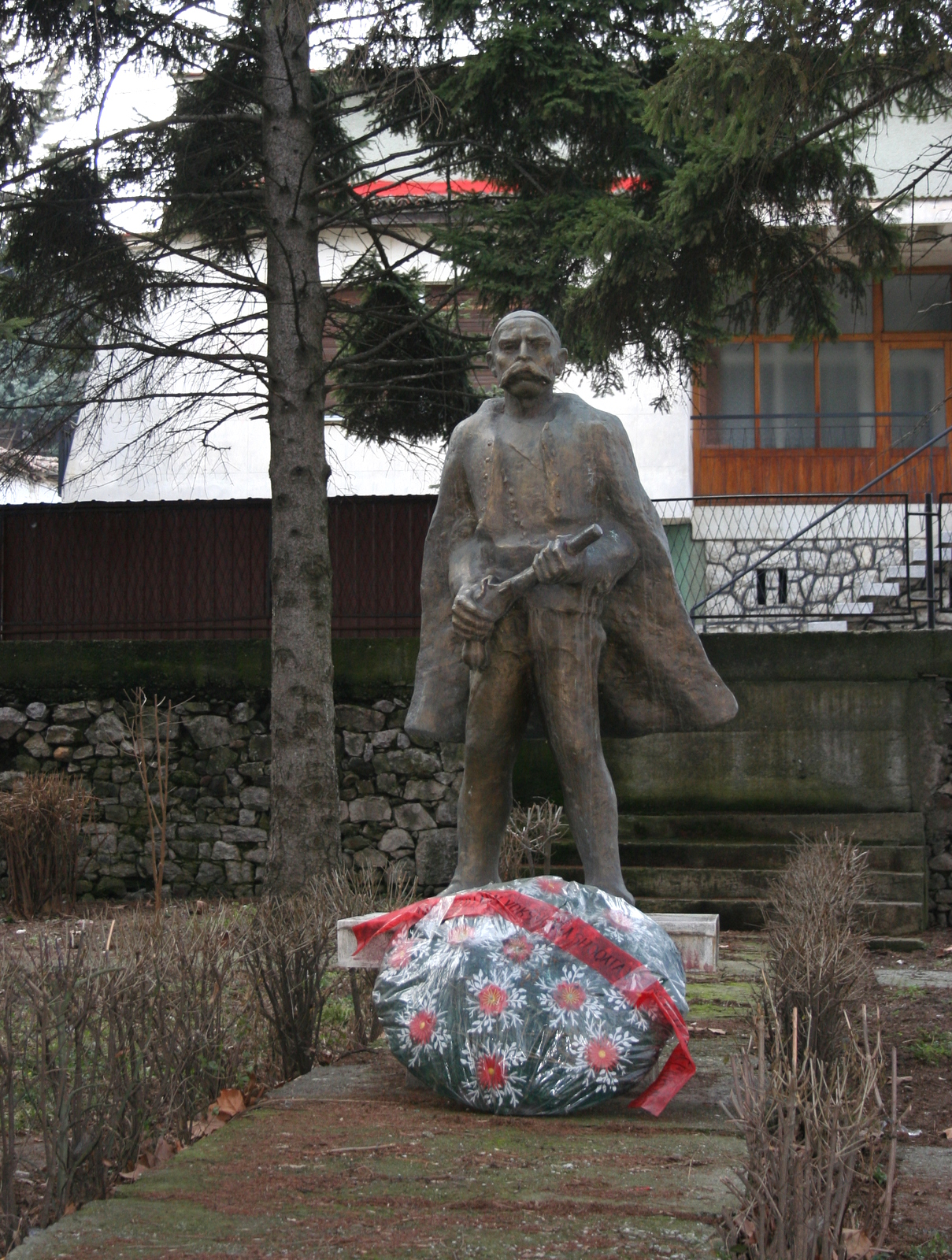
Pomnik Vokshiego w Djakowicy